# Tyler Hubbard
Tyler Reed Hubbard (Monroe, 31 gennaio 1987) è un cantautore statunitense.

## Biografia
Hubbard è nato a Monroe, in Georgia, nel 1987.
Nel 2007 ha conosciuto Brian Kelley, con cui ha formato nel 2010 il duo di musica country Florida Georgia Line, che ha debuttato in maniera indipendente con l'EP Anything Like Me.
La prima produzione ufficiale del duo è rappresentata dal singolo Cruise nell'agosto 2012. Il primo album in studio del duo, dal titolo Here's to the Good Times, è uscito nel dicembre 2012.
Nell'ottobre 2014 il duo pubblica il secondo album Anything Goes, prodotto da Joey Moi come il precedente e anticipato dal singolo Dirt. Il loro terzo album Dig Your Roots viene pubblicato nell'agosto 2016.
Nel febbraio 2019 esce il quarto album del duo, ovvero Can't Say I Ain't Country, seguito da Life Rolls On, uscito nel febbraio 2021.
Nel 2021 l'artista collabora con Tim McGraw per il brano Undivided, incluso nell'album Here on Earth (2020). Nel 2022 partecipa alla realizzazione del brano Death Row insieme a Thomas Rhett e Russell Dickerson.
Come autore ha collaborato con diversi artisti, tra cui Jason Aldean, Dallas Smith, Cole Swindell, Canaan Smith, Chase Rice, Granger Smith, Tim Hicks, Lindsay Ell e altri.
Nel maggio 2022 firma un contratto da solista con EMI Nashville e pubblica al contempo il suo primo singolo da solista, intitolato 5 Foot 9. Nel gennaio 2023 pubblica il suo primo album in studio da solista, l'eponimo Tyler Hubbard.

## Discografia

### Album in studio
- 2023 - Tyler Hubbard

### EP
- 2022 - Dancin' in the Country

### Singoli
- 2021 - Undivided (con Tim McGraw)
- 2022 - 5 Foot 9
- 2022 - Dancin' in the Country